# Джузеппе Боніто
Джузеппе Боніто(італ. Giuseppe Bonito 1 листопада, 1707, Кастелламмаре-ді-Стабія — 19 травня, 1789, Неаполь) — неаполітанський художник доби пізнього бароко і рококо.

## Життєпис

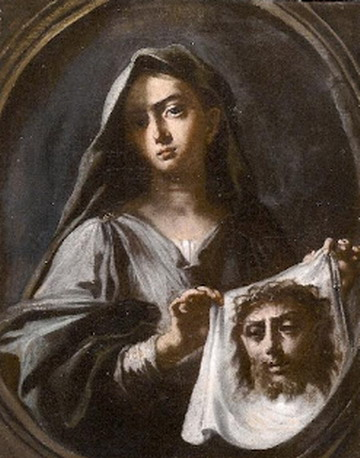
" Св. Вероніка ", до 1745 р.

- Народився в Кастелламаре ді Стабія.

- Художню майстерність опановував під керівництвом неаполітанського художника Франческо Солімена, чий стиль вплинув на ранні твори художника.

- Як і більшість італійських художників працював по замовленнях релігійних громад і працював майстром релігійного живопису. Художня еволюція майстра мала напрям від пізнього італійського бароко у бік рококо. Стилістика рококо притаманна і релігійному живопису Джузеппе Боніто.

- На здібного молодого художника звернув увагу іспанський маркіз Хосе Хоакін де Монтеалегре, котрий обіймав посаду державного секретаря неаполітанського короля. Маркіз став першим покровителем художника і останній виконав декілька замов вельможі. Серед творчого доробку художника побільшало парадних портретів. Маркіз розповів про талановитого неаполітанця королівській родині й ті беруть його до себе у службу портретистом та художником по інтер'єрам.

- Джузеппе Боніта був майстром фрескового живопису. Техніка виконання зображень по вологому тиньку потребувала міцних рук і швидкої праці, а також допомоги учнів. Помічником Джузеппе Боніта був художник Франческо де Мура (1696—1782).

- На свято Тіла Господня у Неаполі відбувалась виставка побутових картин на колишній площі Ларго ди Палаццо (нині площа Плебісцит). Серед ранніх картин побутового жанру у Джузеппе Боніто — «Шкільний вчитель», «Поет», «Кравчиня», про котрі мало знав і історіограф неаполітанських майстрів Бернардо де Домінічі. Майстром створення побутових картин з настроями доброго гумору і малих, але кумедних, ситуацій був сучасник Боніто — неаполітанський художник Гаспаре Траверсі. До 20 століття низка картин Гаспаре Траверсі була віднесена до творчості Джузеппе Боніто. Творчим надбанням обох художників займався у 20 ст. Роберто Лонгі, котрому належить честь повернення у історію мистецтв імені Гаспаре Траверсі, а також розмежування їх картин і відповідна атрибуція полотен.

- За сприяння Хосе Хоакіна де Монтеалегре художник почав виконувати замови неаполітанської королівської родини і створив низку парадних портретів як королівського подружжя, так і їх родичів. Серед творів художника — декор в Королівському палаці Портічі у Неаполі.

- 1751 року Джузеппе Боніто отримав посаду надвірного художника неаполітанського короля. 1752 року його обрали у члени академії святого Луки у Римі.

- Згодом талановитий художник зробив і непогану адміністративну кар'єру. 1755 року була заснована Неаполітанська художня академія. Її першим директором став Джузеппе Боніто й обіймав цю посаду до власної смерті. 1757 року він також став керівником королівської мануфактури гобеленів у Неаполі. Художник запропонував для переводу у гобелени ескізи — «Історія дон Кіхота» та алегорії Цноті та Істини.

- Художник помер у Неаполі 1789 року.

## Вибрані твори
- «Шкільний вчитель»
- «Кравчиня»
- «Поет»
- «Відпочинок мисливців»
- «В майстерні художника»
- «Карнавальна сцена з Пульчинелою», Музей Каподімонте
- «Концерт», до 1789 р.
- «Невідома родина» (груповий портрет), 1740 р.
- «Турецька дипломатична місія» (груповий портрет, 1741 р.), Національний музей Прадо
- «Урок музики», 1745 р.
- «Неаполітанський король Карло VII», Палац Казерта
- «Неаполітанський король Карло VIII», 1745 р., Мадрид
- «Анна Амалія Саксонська», неаполітанська королева, бл. 1745 р., Мадрид
- «Портрет невідомої з дитиною на колінах», до 1789 р.
- Вівтар «Мадонна непорочного зачаття», калиця палацу Казерта, Неаполь
- «Св. Вероніка», до 1745 р.
- «Мадонна зі святими»
- «Св. Карло Борромео»
- Декоративні фрески з архітектурою в королівському палаці Портічі.

## Галерея вибраних творів

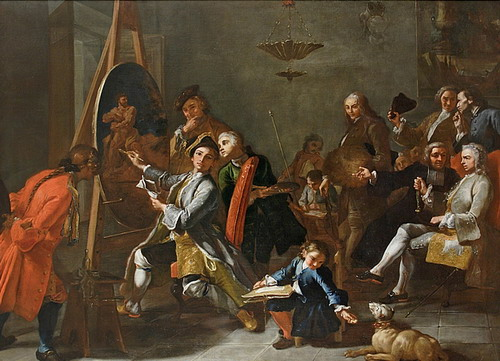
«Майстерня художника», середина 18 ст.
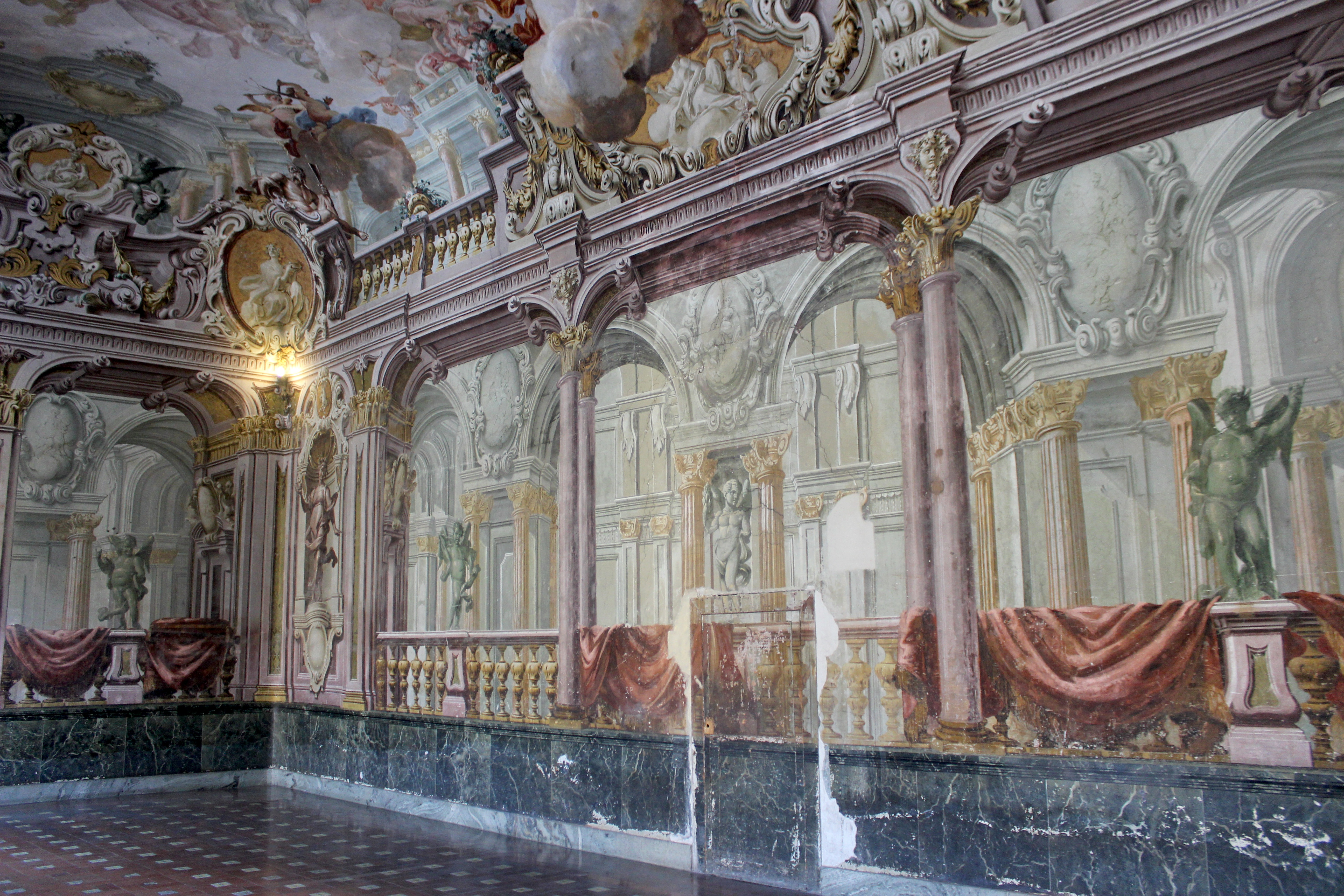
Джузеппе Боніто. «Архітектурні фрески палацу Портічі»
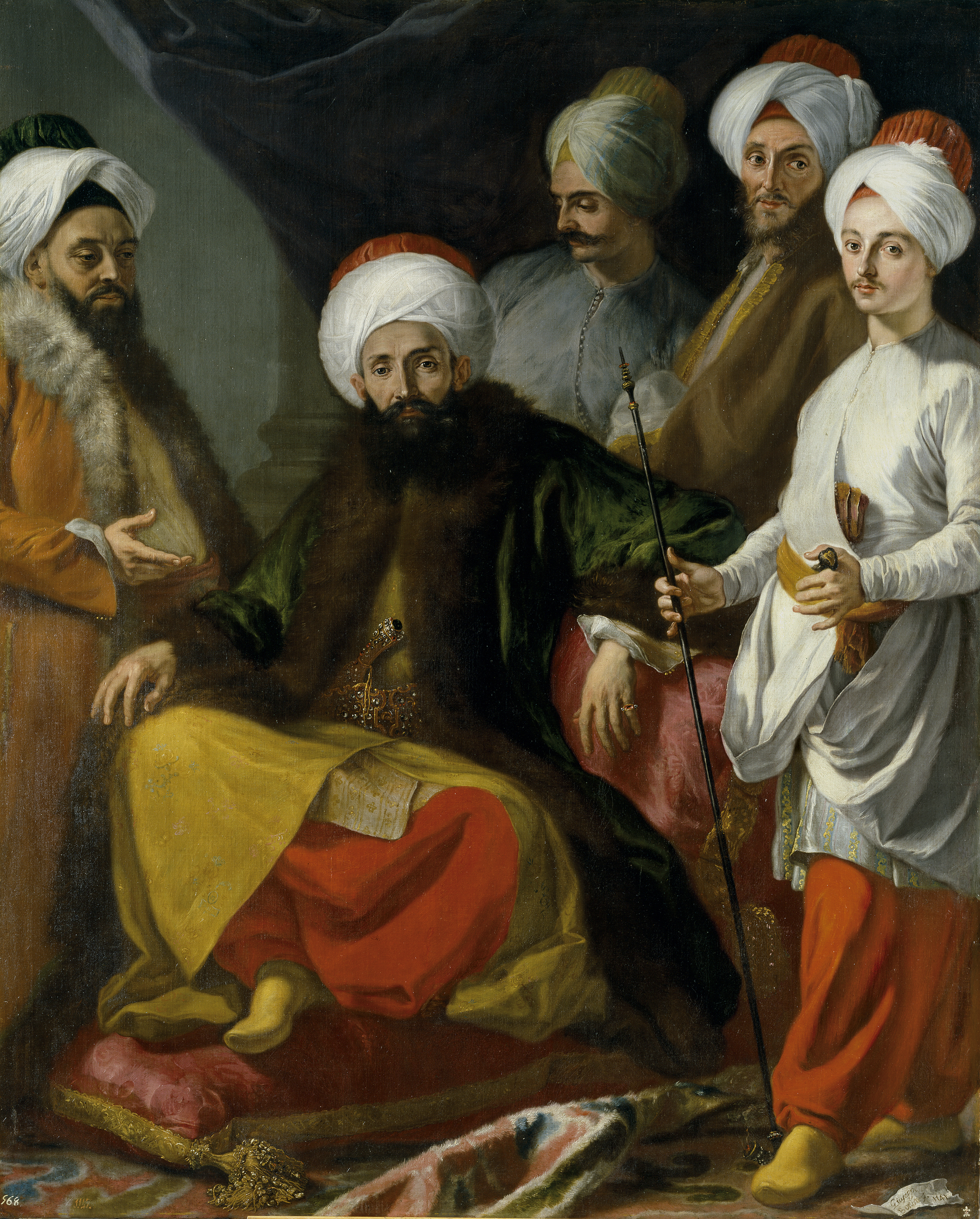
«Турецька дипломатична місія » (груповий портрет, 1741 р. ), Національний музей Прадо
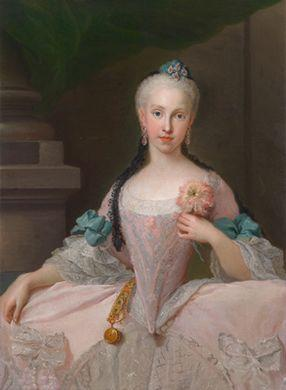
« Анна Амалія Саксонська», неаполітанська королева, бл. 1740 р.
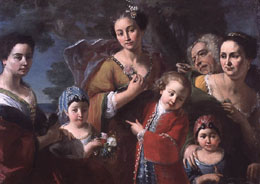
« Невідома родина» (груповий портрет), 1740 р.
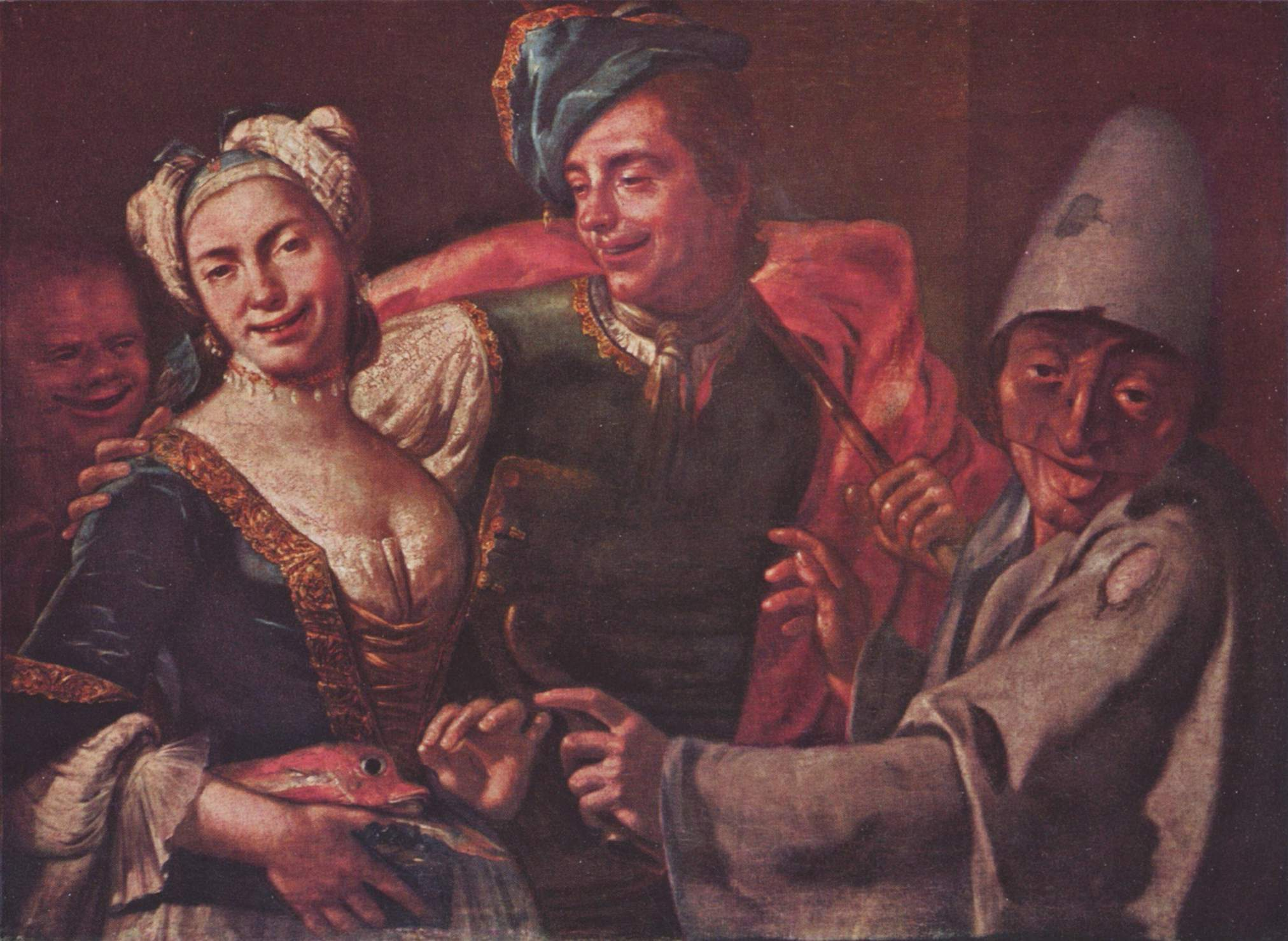
« Карнавальна сцена з Пульчинелою », Музей Каподімонте
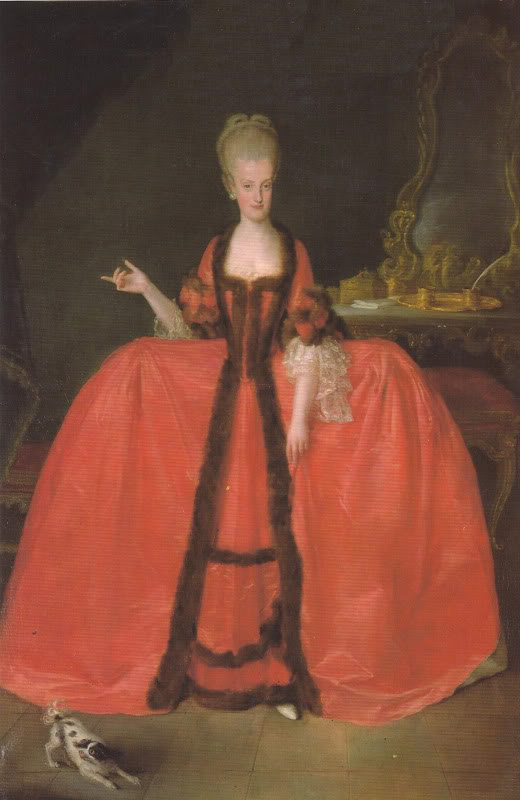
«Марія Кароліна», Палаццо Реале, Мадрид.
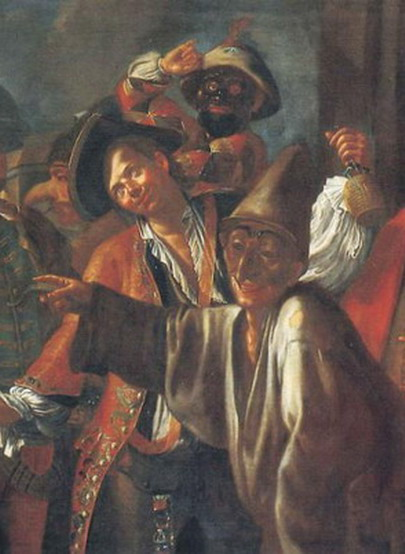
«Маски неполітанського карнавалу», центральні персонажі картини Дж. Боніто.